# Жекеев, Мират Кайратович
Мират Кайратович Жекеев (родился 4 июля 1996, Актобе) — казахстанский шашист. Тринадцатикратный чемпион Азии, из них пять раз в шашки-64 (2019, 2022; блиц 2019, рапид 2015, 2022). Первый международный гроссмейстер в Казахстане.

## Биография
В 2006 году начал заниматься шашками профессионально. В первый раз чемпионат Азии выиграл в 2009 году в своей возрастной категории.
Мират закончил Назарбаев Университет по специальности строительная инженерия. Наряду с успехами в спорте, он добился высот и в учёбе. В школьные годы он завоевал 1-место на Международной Олимпиаде «Компьютерная Физика» и закончил специализированную физико-математическую школу на «Алтын Белгі».
За вклад в развитие интеллектуальных видов спорта Мират был удостоен звания «Человек года Актюбинской области — 2011». Он завоевал первое место в конкурсе инновационных идей, организованный павильоном Швейцарии в рамках EXPO-2017.
В настоящее время Мират Жекеев является Региональным директором офиса Астана АО "КСЖ «Nomad Life».